# Calabasas
Calabasas är en stad (city) i Los Angeles County, i delstaten Kalifornien, USA. Enligt United States Census Bureau har staden en folkmängd på 23 227 invånare (2011) och en landarea på 33,4 km².

## Kända personer från Calabasas
- Rob Bourdon, musiker